# Memorial Philippe Van Coningsloo
El Memorial Philippe Van Coningsloo es una carrera ciclista de una sola etapa que se disputa anualmente en Bélgica. Se disputa durante el mes de junio entre Wavre (Provincia del Brabante Valón) y Bonheiden (Provincia de Amberes). Su nombre homenajea a Philippe Van Coningsloo un ciclista belga amateur fallecido en carrera en 1992.
Se empezó a disputar en 1993. Desde la creación de los Circuitos Continentales UCI en 2005 forma parte del UCI Europe Tour, dentro de la categoría 1.2 (última categoría del profesionalismo).

## Palmarés

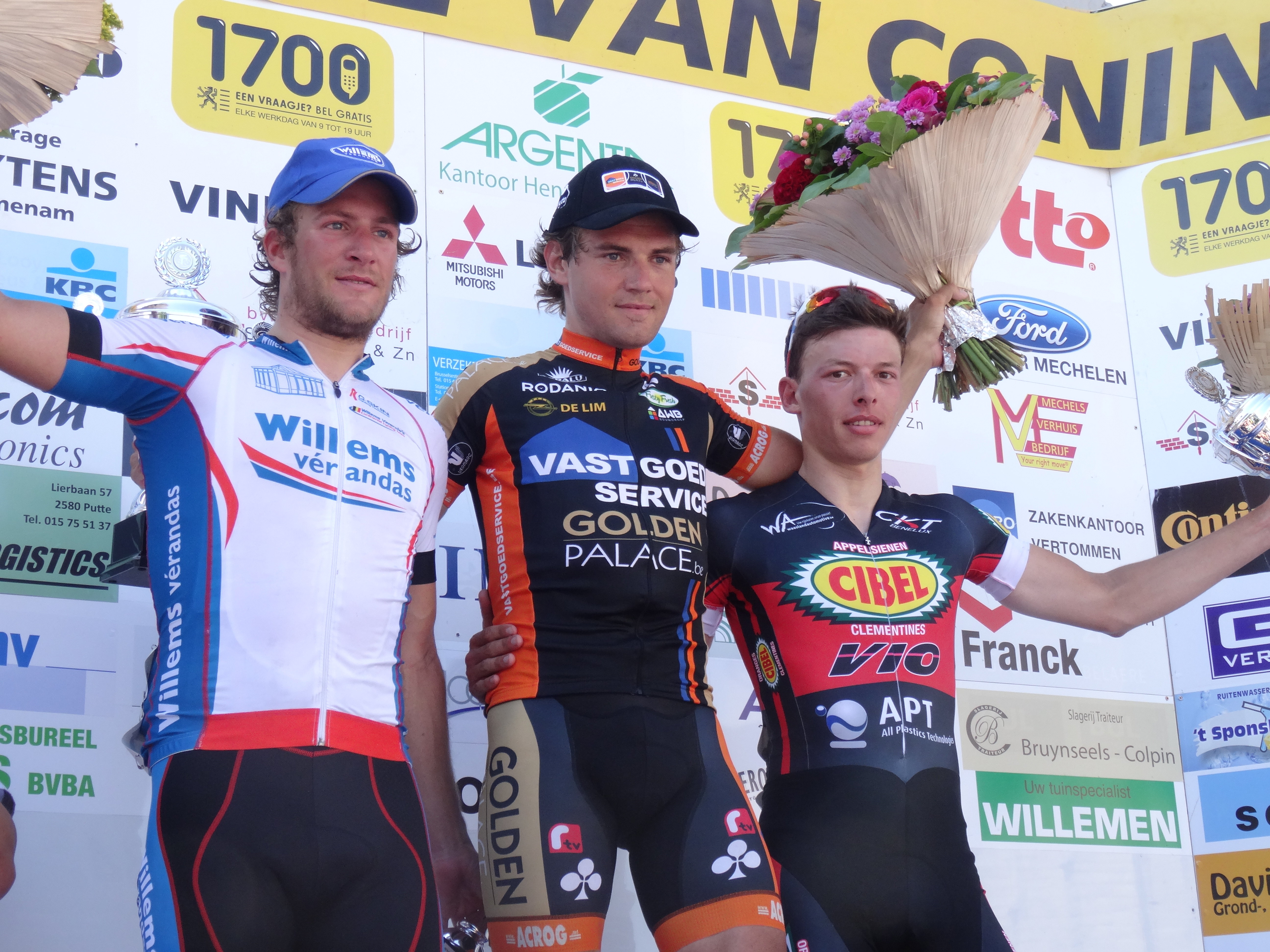
2014 : Nicolas Vereecken (2e), Rob Ruijgh (1) & Oliver Naesen (3).

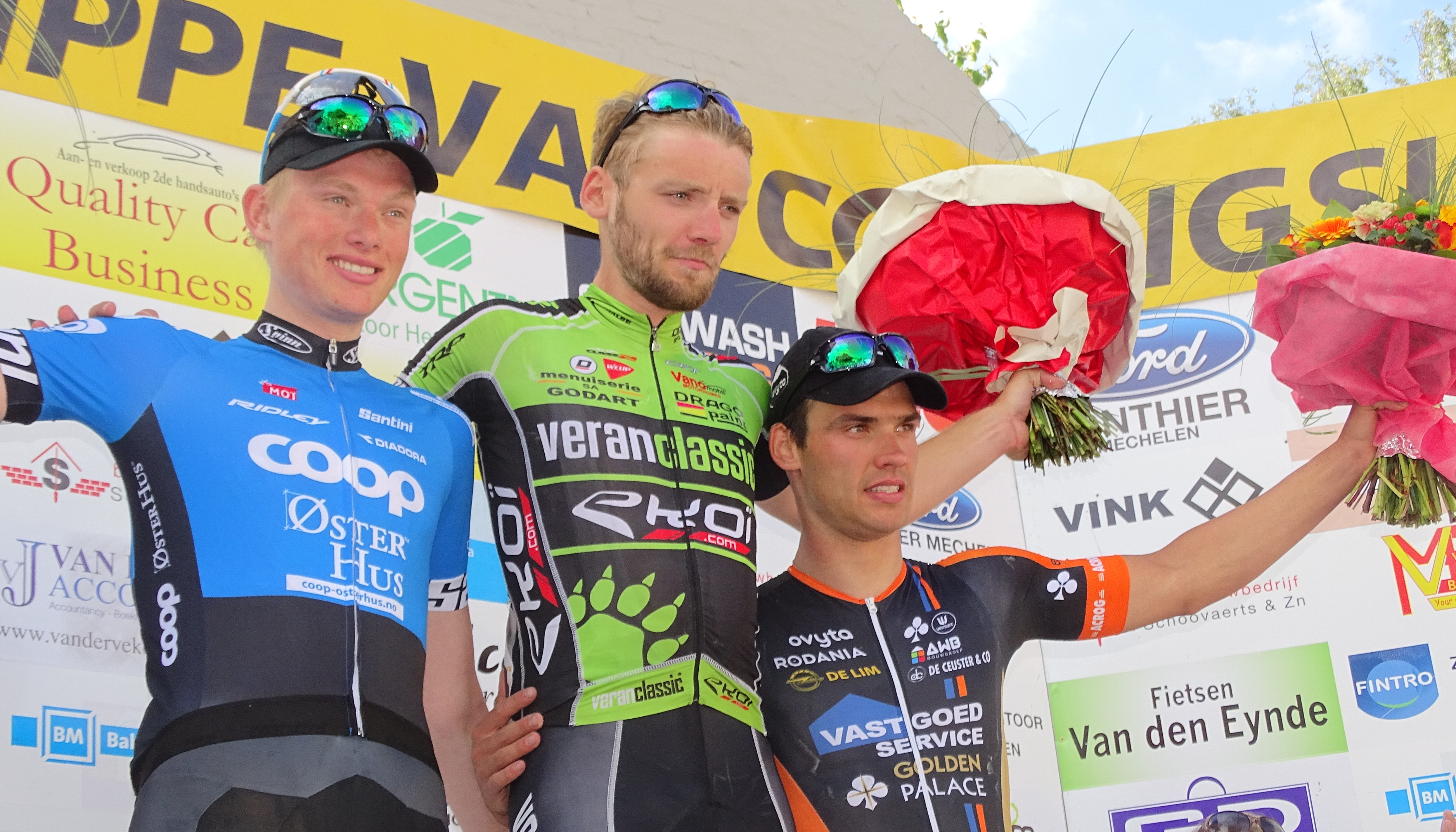
2015 : Fredrik Strand Galta (2e), Robin Stenuit (1) & Timothy Stevens (3).

| Año       | Ganador              | Segundo                | Tercero                 |
| --------- | -------------------- | ---------------------- | ----------------------- |
| 1993      | Gert Van Brabant     | Walter Van Den Branden | Pierre Mortier          |
| 1994      | Koen Heremans        | Peter Willemsens       | Johnny Macharis         |
| 1995      | Pascal Triebel       | Jurgen Van Roosbroeck  | Kristof Trouve          |
| 1996      | Romeo Hernández      | Juris Silovs           | Romāns Vainšteins       |
| 1997      | Geert Verdeyen       | Marc Patry             | Steven Van Aken         |
| 1998      | Gianni Rivera        | Peter Van Hoof         | Dirk Aernouts           |
| 1999      | Raimondas Vilčinskas | Saulius Ruskys         | David Willemsens        |
| 2000      | Gert Claes           | Yoeri Beyens           | Koen Heremans           |
| 2001      | David Meys           | Sébastien Rosseler     | Pieter Uytterhoeven     |
| 2002      | Peter Van Agtmaal    | Bart De Spiegelaere    | Kevin Van Der Slagmolen |
| 2003      | Frederik Veuchelen   | Pieter Uytterhoeven    | Nico Indekeu            |
| 2004      | Bart Heirewegh       | Davy Daniels           | Maxim Iglinskiy         |
| 2005      | Hans Dekkers         | William Grosdent       | Maxime Vantomme         |
| 2006      | Kevin Maene          | Huub Duyn              | Bjorn Coomans           |
| 2007      | Frederiek Nolf       | Ken Vanmarcke          | Christof Van Heerden    |
| 2008      | Stijn Joseph         | Jonathan Henrion       | Kevin Peeters           |
| 2009      | Gediminas Bagdonas   | Sven Nevens            | Evert Verbist           |
| 2010      | Dries Hollanders     | Olivier Pardini        | Kévin Van Melsen        |
| 2011      | Andrew Fenn          | Dries Depoorter        | Alphonse Vermote        |
| 2012      | Gediminas Bagdonas   | Benjamin Verraes       | Stan Godrie             |
| 2013      | Michael Vink         | Petr Vakoč             | Nicolas Vereecken       |
| 2014      | Rob Ruijgh           | Nicolas Vereecken      | Oliver Naesen           |
| 2015      | Robin Stenuit        | Fredrik Strand Galta   | Timothy Stevens         |
| 2016      | Timothy Dupont       | Enzo Wouters           | Rob Leemans             |
| 2017      | Yves Coolen          | Stijn De Bock          | Ross Lamb               |
| 2018      | Gustav Höög          | Nathan Draper          | Jacques Sauvagnargues   |
| 2019      | Gerben Thijssen      | Rory Townsend          | Charles Page            |
| 2020-2021 | No se disputó        | No se disputó          | No se disputó           |
| 2022      | Cameron Scott        | Jelle Vermoote         | Matúš Štoček            |
| 2023      | Gianluca Pollefliet  | Max Kroonen            | Cedric Pries            |

## Palmarés por países
| País          | Victorias |
| ------------- | --------- |
| Bélgica       | 18        |
| Lituania      | 3         |
| Países Bajos  | 3         |
| Luxemburgo    | 1         |
| Reino Unido   | 1         |
| Nueva Zelanda | 1         |
| Suecia        | 1         |
| Australia     | 1         |